# Alopecosa inquilina
Alopecosa inquilina là một loài nhện trong họ Lycosidae.
Loài này thuộc chi Alopecosa. Alopecosa inquilina được Carl Alexander Clerck miêu tả năm 1757.